# Dijous
El dijous és el quart dia de la setmana. El nom «dijous» prové del llatí Dies Jovis, o «dia de Júpiter», el déu de les tempestes; en alemany aquest dia fa referència a Thor, el déu germànic que causava els trons amb un martell molt poderós. Dialectalment també se li diu sant Mitger en ser el dia del mig de la setmana. S'abreuja com «dj».
La norma ISO 8601 designa al dijous com el dia central de la setmana. A més, els dijous d'un any determinen la numeració de les setmanes, de manera que la primera setmana de l'any és la que conté el primer dijous.
Aquests són alguns dels noms que rep el dijous en diferents idiomes:
| Idioma                                | Nom                                | Significat                      |
| ------------------------------------- | ---------------------------------- | ------------------------------- |
| Alemany Neerlandès                    | Donnerstag Donderdag               | Dia de Donar                    |
| Català Aranès Castellà Francès Italià | Dijous Dijaus Jueves Jeudi Giovedì | Dia de Júpiter                  |
| Anglès Suec                           | Thursday Torsdag                   | Dia de Thor                     |
| Japonès                               | 木曜日 / Mokuyôbi                  | Dia de la fusta                 |
| Portuguès                             | Quinta-feira                       | Cinquè dia                      |
| Polonès Rus                           | Czwartek Четверг                   | Quart dia (després de diumenge) |
| Basc                                  | Osteguna                           | Dia d'Ortzi/Ost                 |